# Bollingen
Bollingen är en ort i kommunen Rapperswil-Jona i kantonen Sankt Gallen i Schweiz. Den ligger vid Zürichsjöns norra strand, cirka 43 kilometer sydväst om Sankt Gallen. Orten har 142 invånare (2021).